# Mount MacKenzie/Pakihiwitahi
Mount MacKenzie/Pakihiwitahi är en kulle i östra Otago, Nya Zeeland, ungefär 11 kilometer nordväst om samhället Waikouaiti. Kullen är av vulkaniskt ursprung och har förbindelse med Dunedin Volcanic Group, ett vulkaniskt fält inom den tektoniska platta som var aktiv under miocen. Det vulkaniska materialet tros ha gjort att kullen är en magnetisk anomali, där terrängen på kullen har en betydligt lägre magnetism än den omgivande terrängen.
Pakihiwitahi är betydelsefull för medlemmarna av sammanslutningen Ngāi Tahu i området, som förknippar den med en legend om närliggande Matakaea. Enligt denna legend anlände förfäder till Ngāi Tahu till området ombord på kanoten Āraiteuru, som kantrade utanför kusten nära Moeraki. Rester av denna händelse ses i hela området, med flaskkurbitser och sötpotatis som blivit Moeraki Boulders/Kaihinaki och kanoten själv sköljs iland vid Matakaea. Personerna i denna kanot, däribland Pakihiwitahi och Aoraki, kom i land för att utforska sin omgivning, men förvandlades till sten på grund av den hårda naturen. I vissa legender berodde detta istället på att man misslyckades med att visa respekt för gudarna innan man gav sig in i landet.
Genom att erkänna betydelsen av denna kulle med sin anknytning till förfäderna, blev den 1998 en av nästan 100 platser som fick ett officiellt dubbelt ortnamn genom Ngāi Tahu Claims Settlement Act 1998, ett fördrag som ingår i Waitangifördraget mellan Ngāi Tahu och Nya Zeelands regering.